# Nima Gholam Ali Pour
Nima Gholam Ali Pour, född 29 november 1981 i Iran, är en svensk politiker (sverigedemokrat), författare och legitimerad lärare. Han är ordinarie riksdagsledamot sedan 2022, invald för Malmö kommuns valkrets.

## Biografi
Gholam Ali Pour föddes i Iran 1981. Hans familj flydde landet efter att hans mor anklagats för att ha skyddat vänsteraktivister som motsatt sig den iranska regimen. De flydde till Sverige som flyktingar 1987. Hans föräldrar drev ett bibliotek i Iran och arbetade sedan på en förskola i Sverige. Som vuxen utbildade Gholam Ali Pour sig till lärare vid Malmö universitet (då högskola) där han senare avlagt en masterexamen i Internationell migration och etniska relationer. 

### Politiker
Gholam Ali Pour har tidigare varit medlem i Socialdemokraterna. Han lämnade partiet 2013 sedan partiet utsett Omar Mustafa, före detta ledare för Sveriges Unga Muslimer och Sveriges muslimska förbund, till partistyrelsen. Gholam Ali Pour gick kort därefter med i Sverigedemokraterna och argumenterade för att Sverige behövde tuffare politik för invandring och integration. Han sitter i ledningen för Sverigedemokraterna i Malmö och var gruppledare i Malmö grundskolenämnd.
Han är riksdagsledamot sedan valet 2022. I riksdagen är Gholam Ali Pour ledamot i socialförsäkringsutskottet sedan 2022 och suppleant i arbetsmarknadsutskottet.

### Kontroverser
2023 kallade Gholam Ali Pour moskéer för "ondskans nästen".

## Utmärkelser
- Den 18 mars 2025 tilldelades Nima Gholam Ali Pour ett pris genom ett Certifikat av Klement Gu, Taiwans diplomatiska representation i Sverige för ett ”exceptionellt engagemang och ovärderliga ansträngningar för att stärka bilaterala förbindelser och främja ömsesidigt samarbete mellan Taiwan och Sverige."[13]

## Publikationer
- Gholam Ali Pour, Nima (2015). Därför är mångkultur förtryck:  politiska texter från Fosie om Sveriges framtida utmaningar. ISBN 9163794454
- Gholam Ali Pour, Nima (2017). Allah bestämmer inte i Sverige. ISBN 9163944243